# Baron
Baron eller friherre er en adelstitel. Ordet "baron" kommer af frankisk baro, der betyder "en fri mand, krigsherre". Det smeltede sammen med det oldengelske beorn, der betyder "adelsmand". 
Ordet brugtes i det feudale samfund som betegnelse for kongens vasaller. Senere betegnede det den store baron, som havde vasaller under sig, men som selv stod umiddelbart under kongen eller kejseren. Titlen har gennem tiden haft forskellige betydninger i de enkelte europæiske lande:
I England blev titlen introduceret af Vilhelm Erobreren for de mænd, som havde svoret ham troskab. Senere gik titlen over til at betegne Overhusets verdslige medlemmer, og er nu en fællestitel for almindelige lorder, der ikke har højere titler. 
I det Tysk-romerske Rige skelnede man mellem friherrer (Freiherr), der var underlagt en lokal landsherres myndighed, f.eks. markgreven af Brandenburg, og rigsfriherrer (Reichsfreiherr), der kun var underlagt kejseren og dermed tillige med deres territorium var rigsumiddelbare (Reichsunmittelbar).
I Danmark blev barontitlen sammen med grevetitlen først introduceret i 1671, da kong Christian 5. ophøjede 31 mænd til grever og baroner. Kongen ønskede at rekruttere en ny embedsadel, som kunne kaste glans over hans hof. Både mænd af de gamle adelsslægter og borgerlige kunne opnå titel af lensbaron, hvis de lod deres jordejendom båndlægge som et lensbaroni. I Danmark blev der som noget unikt skelnet mellem lensbaroner, der var forlenet med et landområde, og baroner, der bar en ren ærestitel. Det samme gjorde sig gældende for lensgrever versus grever. 

## Sprogbrug
I Skandinavien kaldes både en friherres kone og hans døtre for friherreinder eller baronesser. I det tysksproglige Europa kaldes friherrens kone Freifrau og hans døtre Freiherrin (ofte forkortet til Freiin).
I korrekt skriftlig omtale placeres titlen på dansk-norsk og tysk mellem for- og slægtsnavnet, uden komma (Fornavn friherre Slægtsnavn). På svensk placeres den oftest foran navnet (Friherre Fornavn Slægtsnavn).
Rangen for både baroner og friherrer kaldes friherrelig stand.